# Bungil Creek
Bungil Creek är ett vattendrag i Australien. Det ligger i delstaten Queensland, omkring 390 kilometer väster om delstatshuvudstaden Brisbane.
Omgivningarna runt Bungil Creek är i huvudsak ett öppet busklandskap. Trakten runt Bungil Creek är nära nog obefolkad, med mindre än två invånare per kvadratkilometer.  Genomsnittlig årsnederbörd är 599 millimeter. Den regnigaste månaden är januari, med i genomsnitt 108 mm nederbörd, och den torraste är april, med 17 mm nederbörd.